# Phare de l'îlot de Ferro
Le phare de l'îlot de Ferro est un phare situé sur l'îlot de Ferro, au sud-ouest de l'île de Porto Santo (Archipel de Madère - Portugal). Il se trouve dans le Parc naturel de Madère.
Il est géré par l'autorité maritime nationale du Portugal à Oeiras (Grand Lisbonne).

## Histoire
1959. Actif; plan focal 130 m (427 pieds); lumière blanche, 3 s sur, 12 s de.
Le phare est mis en service sur l'îlot de Ferro en 1959. C'est une tour blanche de 14 m de haut, attaché à un petit bâtiment technique d'un seul étage. Sur sa terrasse se dresse un petit mât avec une lanterne alimentée par un panneau solaire. A une hauteur focale de 140 m au-dessus du niveau de la mer, il émet un éclat blanc d'une durée de 3 secondes, toutes les 15 secondes. Le phare marque la présence de l'îlot et la pointe extrême ouest de l'île de Porto Santo. Il est visible jusqu'à environ 23 km.
Il est situé dans le Parc naturel de Madère. L'îlot, accessible seulement en bateau, est aussi classé site naturel par le Réseau Natura 2000.
Identifiant : ARLHS : MAD002 ; PT-... - Amirauté : D2762 - NGA : 23778.
|               |
| Îlot de Ferro |

|              |
| Localisation |

### Lien connexe
- Liste des phares de Madère